# BENE-League Handball 2018/19
De BENE-League Handball 2018/19 is de vijfde editie van de handbalcompetitie tussen de Nederlandse en Belgische herenteams.

## Opzet
- De beste zes ploegen uit zowel de Belgische eerste nationale als de Nederlandse eredivisie spelen een volledige competitie tegen elkaar.
- De vier ploegen die aan het einde van deze competitie bovenaan staan, strijden om de titel van de BENE-League. Dit gebeurt in één weekend. Op de zaterdag de halve finales (nummer 1 van de competitie tegen nummer 4, en nummer 2 tegen nummer 3), en op de zondag de strijd om plaats 3/4 en de finale.
- De 2 Belgische ploegen, die in BENE-League als laagste zijn geëindigd, spelen onderling een best-of-five. De winnaar van deze tweekamp speelt volgend seizoen wederom in de BENE-League en de verliezende ploeg in de reguliere competitie van de eerste nationale.
- Van de Nederlandse ploegen, degradeert de ploeg die als laagste eindigt. Deze ploeg wordt, in de BENE-League van volgend seizoen, vervangen door de ploeg die in de reguliere competitie van de Nederlandse eredivisie als eerste is geëindigd. De Nederlandse ploeg die als een-na-laagste is geëindigd, strijdt samen met de ploeg die in de Nederlandse eredivisie als tweede is geëindigd, voor één plek in BENE-League van volgend seizoen.

Van de Belgische ploegen degradeert één ploeg. Van de Nederlandse ploegen degradeert er met zekerheid één en, afhankelijk van de nacompetitie in Nederland, mogelijk nog een tweede ploeg.

## Teams
| Club                 | Stad              | Provincie     | Trainer                                              | Hal                       | Land               |
| -------------------- | ----------------- | ------------- | ---------------------------------------------------- | ------------------------- | ------------------ |
| Achilles Bocholt     | Bocholt           | Limburg       | Bart Lenders                                         | De Damburg                | Vlag van België    |
| Hubo Initia Hasselt  | Hasselt           | Limburg       | Diethard Huygen Joop Fiege ontslagen in maart 2019   | Alverberg                 | Vlag van België    |
| KV Sasja HC          | Hoboken           | Antwerpen     | Martin Vlijm                                         | Sorghvliedt               | Vlag van België    |
| Sporting NeLo        | Neerpelt - Lommel | Limburg       | Alex Jacobs                                          | Dommelhof                 | Vlag van België    |
| Handbal Tongeren     | Tongeren          | Limburg       | Vladimir Tomanović                                   | Eburons Dôme              | Vlag van België    |
| HC Visé BM           | Wezet             | Luik          | Korneel Douven                                       | Hall Omnisports de Visé   | Vlag van België    |
| Green Park/Aalsmeer  | Aalsmeer          | Noord-Holland | Bert Bouwer                                          | De Bloemhof               | Vlag van Nederland |
| Herpertz/Bevo HC     | Panningen         | Limburg       | Jo Smeets                                            | De Heuf                   | Vlag van Nederland |
| JD Techniek/Hurry-Up | Zwartemeer        | Drenthe       | Tim Remer Manuël Kremer                              | Succes Holidayparcs Arena | Vlag van Nederland |
| OCI-LIONS            | Sittard-Geleen    | Limburg       | Lambert Schuurs Mark Schmetz ontslagen in maart 2019 | Stadssporthal             | Vlag van Nederland |
| Wematrans/Quintus    | Kwintsheul        | Zuid-Holland  | Rob Vis Alex Curescu ontslagen in december 2018      | Eekhout Hal               | Vlag van Nederland |
| KRAS/Volendam        | Volendam          | Noord-Holland | Peter Portengen                                      | Opperdam                  | Vlag van Nederland |

## Stand
| Pos | Team                  | Wed | W  | G | V  | Ptn | DV  | DT  | +/−  | Opmerking                                                                 |
| --- | --------------------- | --- | -- | - | -- | --- | --- | --- | ---- | ------------------------------------------------------------------------- |
| 1   | Achilles Bocholt      | 22  | 19 | 2 | 1  | 40  | 738 | 635 | +103 | Geplaatst voor de Final4                                                  |
| 2   | HC Visé BM            | 22  | 17 | 2 | 3  | 36  | 657 | 597 | +60  | Geplaatst voor de Final4                                                  |
| 3   | OCI-LIONS             | 22  | 14 | 1 | 7  | 29  | 647 | 548 | +99  | Geplaatst voor de Final4                                                  |
| 4   | Green Park/Aalsmeer   | 22  | 13 | 2 | 7  | 28  | 657 | 606 | +51  | Geplaatst voor de Final4                                                  |
| 5   | Herpertz/Bevo HC      | 22  | 12 | 3 | 7  | 27  | 674 | 628 | +46  |                                                                           |
| 6   | KRAS/Volendam         | 22  | 11 | 2 | 9  | 24  | 627 | 596 | +31  |                                                                           |
| 7   | Sporting NeLo         | 22  | 10 | 1 | 11 | 21  | 609 | 602 | +7   |                                                                           |
| 8   | JD Techniek/Hurry-Up  | 22  | 8  | 1 | 13 | 17  | 639 | 651 | −12  | Nederlandse nacompetitie best-of-three voor behoud BENE-League competitie |
| 9   | Handbal Tongeren      | 22  | 7  | 2 | 13 | 16  | 584 | 603 | −19  |                                                                           |
| 10  | Hubo Initia Hasselt   | 22  | 7  | 2 | 13 | 16  | 606 | 656 | −50  | Belgische nacompetitie best-of-five voor behoud BENE-League competitie    |
| 11  | KV Sasja HC (R)       | 22  | 3  | 1 | 18 | 7   | 559 | 689 | −130 | Belgische nacompetitie best-of-five voor behoud BENE-League competitie    |
| 12  | Wematrans/Quintus (R) | 22  | 1  | 1 | 20 | 3   | 533 | 719 | −186 | Degradeert naar Nederlandse reguliere eredivisie competitie               |

## Uitslagen
| Thuis \ Uit          | AAL   | BEV   | BOC   | HAS   | HUR   | LIO   | NEL   | QUI   | SAS   | TON   | VIS   | VOL   |
| -------------------- | ----- | ----- | ----- | ----- | ----- | ----- | ----- | ----- | ----- | ----- | ----- | ----- |
| Green Park/Aalsmeer  |       | 25–31 | 31–33 | 35–26 | 33–30 | 28–24 | 31–27 | 37–23 | 28–21 | 33–23 | 35–31 | 35–26 |
| Herpertz/Bevo HC     | 24–24 |       | 29–36 | 31–28 | 30–31 | 31–32 | 36–26 | 27–23 | 37–22 | 35–24 | 30–33 | 34–29 |
| Achilles Bocholt     | 37–34 | 29–33 |       | 33–24 | 32–29 | 31–31 | 38–32 | 34–22 | 39–27 | 24–23 | 33–31 | 31–30 |
| Hubo Initia Hasselt  | 26–26 | 30–29 | 28–42 |       | 23–26 | 21–27 | 25–24 | 25–24 | 29–25 | 26–26 | 32–35 | 24–31 |
| JD Techniek/Hurry-Up | 31–32 | 38–26 | 28–35 | 30–33 |       | 30–27 | 24–27 | 29–30 | 37–27 | 27–27 | 27–28 | 28–23 |
| OCI-LIONS            | 19–20 | 34–17 | 30–34 | 30–24 | 38–26 |       | 24–20 | 38–21 | 36–26 | 20–21 | 27–28 | 32–27 |
| Sporting NeLo        | 37–26 | 27–34 | 31–36 | 39–37 | 33–24 | 15–25 |       | 37–23 | 34–17 | 24–23 | 25–25 | 19–21 |
| Wematrans/Quintus    | 22–30 | 28–41 | 29–33 | 25–37 | 24–33 | 27–36 | 29–30 |       | 24–24 | 22–27 | 21–23 | 21–35 |
| KV Sasja HC          | 30–29 | 25–34 | 31–35 | 32–26 | 27–31 | 26–35 | 23–26 | 30–21 |       | 22–32 | 26–29 | 23–30 |
| Handbal Tongeren     | 35–41 | 27–28 | 30–38 | 22–29 | 30–22 | 25–29 | 23–28 | 33–19 | 30–27 |       | 26–31 | 26–25 |
| HC Visé BM           | 31–26 | 29–29 | 27–30 | 32–30 | 34–27 | 24–23 | 31–23 | 37–26 | 33–21 | 25–24 |       | 28–25 |
| KRAS/Volendam        | 19–18 | 28–28 | 25–25 | 32–23 | 32–31 | 26–30 | 27–25 | 43–29 | 34–27 | 28–27 | 31–32 |       |

## Final4

### Schema
|  | Halve finale        | Halve finale  |    |                     | Finale           | Finale |
|  |                     |               |    |                     |                  |        |
|  | 30 maart 2019       |               |    |                     |                  |        |
|  | Achilles Bocholt    | 35            |    |                     |                  |        |
|  | Green Park/Aalsmeer | 28            |    |                     |                  |        |
|  |                     |               |    |                     |                  |        |
|  |                     |               |    |                     | 31 maart 2019    |        |
|  |                     |               |    |                     | Achilles Bocholt | 30     |
|  |                     | HC Visé BM    | 27 |                     |                  |        |
|  |                     |               |    |                     |                  |        |
|  |                     |               |    |                     | Derde plaats     |        |
|  | 30 maart 2019       | 30 maart 2019 |    | 31 maart 2019       | 31 maart 2019    |        |
|  | HC Visé BM          | 42            |    | Green Park/Aalsmeer | 22               |        |
|  | OCI-LIONS           | 39            |    |                     | OCI-LIONS        | 28     |

### Halve finales
| 30 maart 2019 13:30 uur | Achilles Bocholt | 35–28 | Green Park/Aalsmeer | Lotto Arena, Antwerpen |
| 30 maart 2019 13:30 uur |                  |       |                     | Lotto Arena, Antwerpen |
| 30 maart 2019 13:30 uur |                  |       |                     | Lotto Arena, Antwerpen |

| 30 maart 2019 16:30 uur | HC Visé BM                               | 42–39 (n.2V.) | OCI-LIONS | Lotto Arena, Antwerpen |
| 30 maart 2019 16:30 uur |                                          |               |           | Lotto Arena, Antwerpen |
| 30 maart 2019 16:30 uur |                                          |               |           | Lotto Arena, Antwerpen |
| 30 maart 2019 16:30 uur | Regulier: 28–28 Verlenging(en): 5–5, 9–6 |               |           | Lotto Arena, Antwerpen |

### Troostfinale
| 31 maart 2019 13:30 uur | Green Park/Aalsmeer | 22–28 | OCI-LIONS | Lotto Arena, Antwerpen |
| 31 maart 2019 13:30 uur |                     |       |           | Lotto Arena, Antwerpen |
| 31 maart 2019 13:30 uur |                     |       |           | Lotto Arena, Antwerpen |

### Finale
| 31 maart 2019 16:00 uur | Achilles Bocholt | 30–27 | HC Visé BM | Lotto Arena, Antwerpen |
| 31 maart 2019 16:00 uur |                  |       |            | Lotto Arena, Antwerpen |
| 31 maart 2019 16:00 uur |                  |       |            | Lotto Arena, Antwerpen |

|                            |
| Vlag van België            |
| Achilles Bocholt 4de titel |

## Topscorers
Eindstand per 16 maart 2019
| Nr. | Naam                   | Nati.              | Goals | Club                 |
| --- | ---------------------- | ------------------ | ----- | -------------------- |
| 1   | Bart Köhlen            | Vlag van Nederland | 144   | Hubo Initia Hasselt  |
| 2   | Damian Kedziora        | Vlag van België    | 138   | Achilles Bocholt     |
| 3   | Tommie Falke           | Vlag van Nederland | 132   | JD Techniek/Hurry-Up |
| 4   | Jeroen van den Beucken | Vlag van Nederland | 118   | Herpertz/Bevo HC     |
| 5   | David Denert           | Vlag van België    | 117   | Sporting NeLo        |

## All-star team
Op voordracht van de coaches is door diezelfde coaches en de fans een "all-star team" gekozen.
| Positie        | Naam                | Nati.              | Club                |
| -------------- | ------------------- | ------------------ | ------------------- |
| Doelman        | Rudi Schenk         | Vlag van Nederland | OCI-LIONS           |
| Rechterhoek    | Sérgio Rola         | Vlag van Portugal  | HC Visé BM          |
| Rechter opbouw | Serge Spooren       | Vlag van België    | Achilles Bocholt    |
| Cirkel         | Yves Vancosen       | Vlag van België    | HC Visé BM          |
| Midden opbouw  | Vaidas Trainavicius | Vlag van Litouwen  | Green Park/Aalsmeer |
| Linker opbouw  | Quinten Colman      | Vlag van België    | Herpertz/Bevo HC    |
| Linkerhoek     | Damian Kedziora     | Vlag van België    | Achilles Bocholt    |